# Belleau (Meurthe-et-Moselle)
Belleau [bɛlo] ist eine französische Gemeinde mit 752 Einwohnern (Stand: 1. Januar 2022) im Département Meurthe-et-Moselle in der Region Grand Est (bis 2015 Lothringen). Die Gemeinde gehört zum Arrondissement Nancy und zum Kanton Entre Seille et Meurthe.

## Lage
Belleau liegt etwa 15 Kilometer nördlich von Nancy. Umgeben wird Belleau von den Nachbargemeinden Clémery im Norden, Nomeny im Nordosten und Osten, Jeandelaincourt und Sivry im Osten, Faulx im Südosten und Süden, Custines im Süden und Südwesten, Millery im Südwesten sowie Ville-au-Val und Landremont im Westen.
Zur Gemeinde Belleau gehören neben dem gleichnamigen Hauptort die Ortschaften Lixières, Manoncourt-sur-Seille, Morey und Serrières.

## Geschichte
1047 wurde der Ort als Bella Aqua genannt.
1971 wurden die Gemeinde Belleau mit den Nachbarkommunen Manoncourt-sur-Seilles, Morey, Lixières und Serrières zusammengeschlossen.

### Bevölkerungsentwicklung
| Jahr                       | 1962 | 1968 | 1975 | 1982 | 1990 | 1999 | 2006 | 2019 |
| Einwohner                  | 182  | 194  | 539  | 621  | 678  | 722  | 720  | 755  |
| Quellen: Cassini und INSEE |      |      |      |      |      |      |      |      |

## Sehenswertes
- Kirche Sainte-Madeleine in Belleau, romanischer Turm, ursprünglich Kapelle des Templerordens
- Kirche Notre-Dame-de-l’Assomption in Lixières aus dem 18./19. Jahrhundert
- Kirche Saint-Étienne in Manoncourt-sur-Seille, Wiederaufbau nach dem Ersten Weltkrieg
- Kirche Saint-Pierre in Morey, romanischer Turm
- Kirche Sainte-Madeleine in Serrières
- Schloss Morey aus dem 16./17. Jahrhundert
- Schloss Colin in Manoncourt-sur-Seille

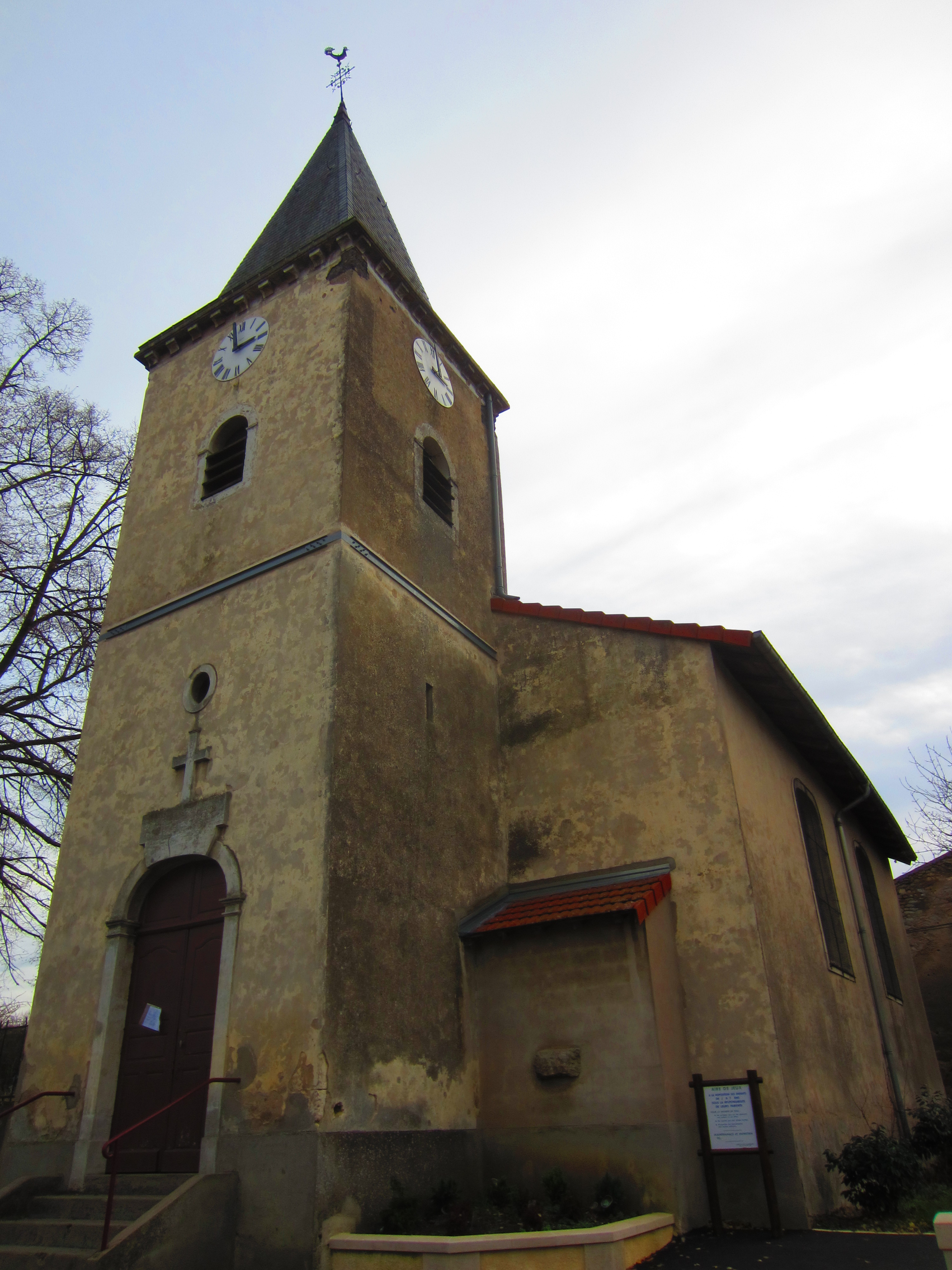
Kirche Notre-Dame-de-l’Assomption
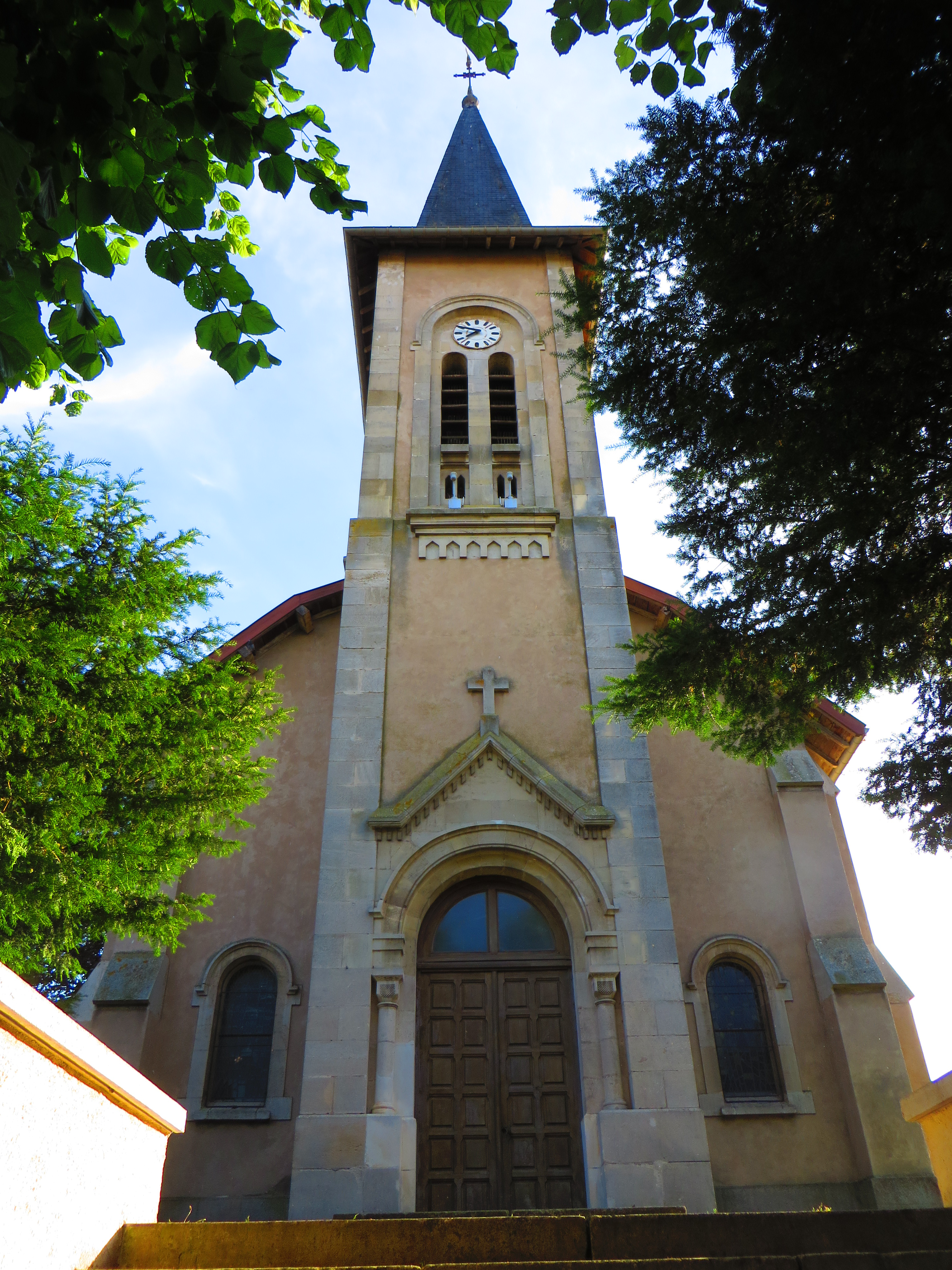
Kirche Saint-Étienne
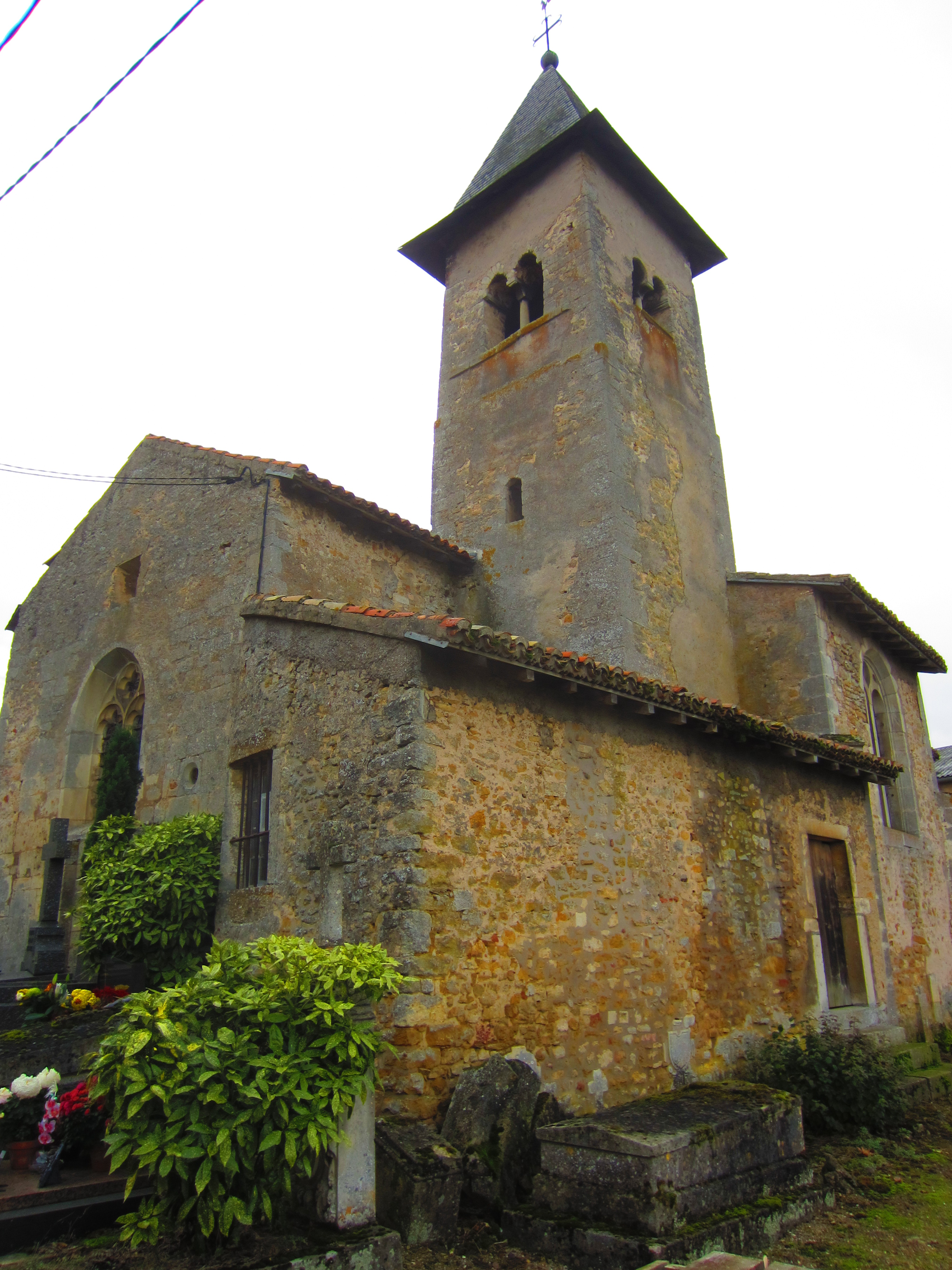
Kirche Saint-Pierre
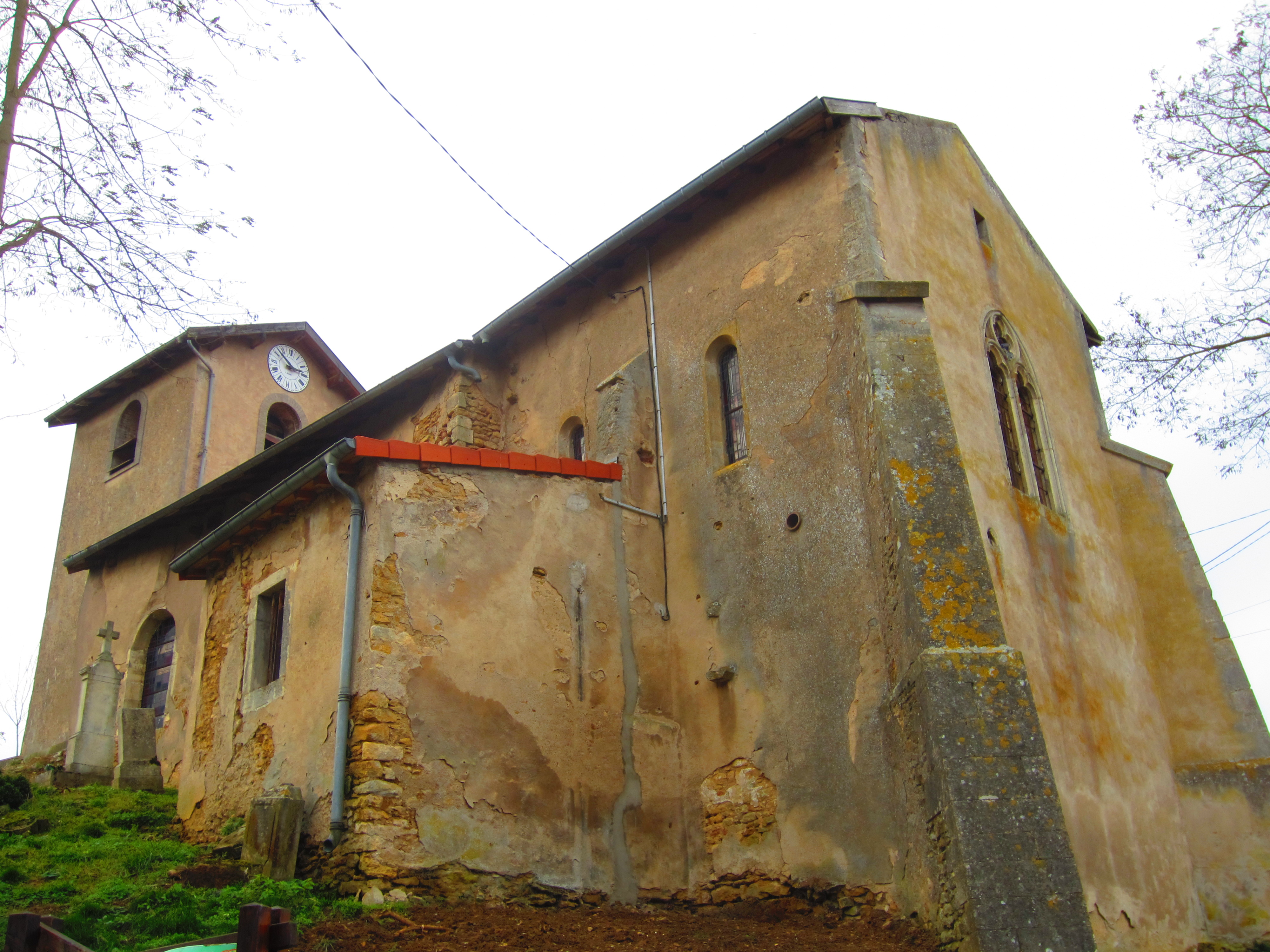
Kirche Sainte-Madeleine in Serrières